# Championnat de France masculin de water-polo 2017-2018
Navigation
Édition précédente Édition suivante
Le Championnat de France de water-polo Pro A 2017-2018 est une compétition organisée par la Ligue promotionnelle de water-polo (LPWP).
C'est le 119e championnat de France de ater-polo (un des championnats de France les plus anciens avec le championnat de rugby).
Neuf équipes s'opposent en une série de seize rencontres pour le compte de la phase régulière, les quatre premiers joueront les play-offs en match aller retour.
À la mi-saison, les sept équipes les mieux classées se qualifient pour la Coupe de la Ligue.

## Équipes participantes
| Club                 | Classement final 2016-2017 | Entraîneurs                  | Président             | Piscine                          | Ville       | Capacité (spectateurs) |
| -------------------- | -------------------------- | ---------------------------- | --------------------- | -------------------------------- | ----------- | ---------------------- |
| C.N. Marseille       | 1                          | Paolo Malara                 | Paul Leccia           | Bassin Pierre-Garsau             | Marseille   |                        |
| Team Strasbourg      | 2                          | Igor Racunica                | Roland Schmitt        | Piscine de la Kibitzenau         | Strasbourg  |                        |
| Montpellier WP.      | 3                          | Fabien Vasseur               | Christophe Spilliaert | Piscine olympique d'Antigone     | Montpellier | 2000                   |
| O. Nice Natation     | 4                          | Samuel Nardon                | Jean Monnot           | Piscine Jean-Bouin               | Nice        |                        |
| Pays d'Aix Natation  | 5                          | Alexandre Donsimoni          | Jean-Luc Armingol     | Centre Aquatique Sainte Victoire | Venelles    | 300                    |
| F.N.C. Douai         | 6                          | Yann Clay                    | Alain Canonne         | Piscine de l'Orient              | Tournai     |                        |
| E.N. Lille Métropole | 7                          | Jonathan Ghesquiere          | Serge Criquet         | Piscine olympique Marx Dormoy    | Lille       |                        |
| Sète Natation E.D.D. | 8                          | Rubén Rodríguez (Water-polo) | Jacky Vayeur          | Piscine olympique d'Antigone     | Montpellier | 2000                   |
| C.N. Noisy-le-Sec    | 9                          | Jonathan Moriamé             | Julie Eissen          | Stade nautique Maurice Thorez    | Montreuil   | 1000                   |

## Saison régulière
Le classement est calculé avec le barème de points suivant : 
- la victoire vaut trois points,
- le match nul vaut un point,
- la défaite vaut zéro point.

À la mi-saison, les sept équipes les mieux classées se qualifient pour la Coupe de la Ligue. Le club hôte de la compétition est qualifié automatiquement. Si le club hôte est classé dans les sept premiers à l'issue de la phase aller, le huitième sera également qualifié.
Au terme de la phase régulière, les équipes à égalité sont départagées d'après le score cumulé de leurs deux matches. Si nécessaire, les scores cumulés puis le nombre de buts inscrits face à chacune des autres équipes, selon leur classement, seront utilisés, voire une séance de tirs au but dans les cas ultimes.
| Rang | Équipe                | Pts | J  | G  | N | P  | Bp  | Bc  | Diff |
| ---- | --------------------- | --- | -- | -- | - | -- | --- | --- | ---- |
| 1    | Team Strasbourg VC    | 45  | 16 | 15 | 0 | 1  | 180 | 89  | +91  |
| 2    | C.N. Marseille        | 38  | 16 | 12 | 2 | 2  | 185 | 109 | +76  |
| 3    | Pays d'Aix Natation   | 34  | 16 | 11 | 1 | 4  | 206 | 152 | +54  |
| 4    | Olympic Nice Natation | 31  | 16 | 10 | 1 | 5  | 152 | 120 | +32  |
| 5    | Montpellier WP CL     | 26  | 16 | 8  | 3 | 5  | 156 | 132 | +24  |
| 6    | E.N. Lille Métropole  | 15  | 16 | 5  | 0 | 11 | 160 | 211 | -51  |
| 7    | C.N. Noisy-le-Sec     | 11  | 16 | 3  | 2 | 11 | 117 | 154 | -37  |
| 8    | FNC Douai             | 6   | 16 | 2  | 0 | 14 | 137 | 202 | -65  |
| 9    | Sète Natation E.D.D.  | 4   | 16 | 1  | 1 | 14 | 135 | 259 | -124 |

 : tenant du titre 2017 ; 
VC : Vice-champion 2017 ;
CL : Vainqueur de la Coupe de la Ligue 2017 .
Légende
- Place de qualification pour les play-offs.

Sète Natation Entente Dauphins-Dockers est repêché pour la prochaine saison le championnat passant à 10 équipes.

## Classement
Légende 
     Place de qualification pour les play-offs.

## Résultats
| Résultats (dom.\ext.)                                      | PAN   | FNCD  | ENLM  | CNM     | MWP     | ONN    | CNN    | SNEDD  | TS   |
| Pays d'Aix Natation                                        | X-X   | 13-8  | 16-11 | 13 - 13 | 11 - 11 | 9 - 19 | 4 - 22 | 12 - 8 | 9-   |
| FNC Douai                                                  | 6-17  | X-X   | 13-14 | 8-13    | 7-16    | 10-11  | 10-9   | 18-5   | 4-12 |
| E.N. Lille Métropole                                       | 8-14  | 9-8   | X-X   | 7-14    | 9-16    | 6-12   | 9-8    | 15-10  | 6-16 |
| C.N. Marseille                                             | 14-9  | 13-5  | 18-8  | X-X     | 7-7     | 9-4    | 13-5   | 17-6   | 5-7  |
| Montpellier WP.                                            | 6-7   | 15-8  | 12-11 | 6-6     | X-X     | 0-8    | 7-4    | 17-10  | 8-5  |
| Olympic Nice Natation                                      | 11-11 | 16-7  | 17-9  | 7-11    | 10-4    | X-X    | 7-4    | 11-7   | 4-7  |
| C.N. Noisy-le-Sec                                          | 6-8   | 10-6  | 12-11 | 8-9     | 11-11   | 10-13  | X-X    | 9-9    | 3-7  |
| Sète Natation E.D.D.                                       | 10-21 | 14-13 | 7-23  | 4-15    | 6-16    | 10-13  | 9-18   | X-X    | 8-15 |
| Team Strasbourg                                            | 14-8  | 15-6  | 18-4  | 9-8     | 10-4    | 10-3   | 10-2   | 16-8   | X-X  |
| - Victoire à domicile - Match nul - Victoire à l'extérieur |       |       |       |         |         |        |        |        |      |

## Leader journée par journée
Mise à jour=2018-06-11

## Évolution du classement
| Journées →            | 1  | 2  | 3  | 4  | 5  | 6  | 7  | 8  | 9  | 10 | 11 | 12 | 13 | 14 | 15 | 16 | 17 | 18 | En tête | Play-offs |
| --------------------- | -- | -- | -- | -- | -- | -- | -- | -- | -- | -- | -- | -- | -- | -- | -- | -- | -- | -- | ------- | --------- |
| Pays d'Aix Natation   | 1  | 3* | 4  | 4  | 3  | 2  | 2  | 2  | 3  | 3  |    |    |    |    |    |    |    |    |         |           |
| FNC Douai             | 5  | 9  | 9  | 9  | 9* | 9  | 9  | 9  | 9  | 8  |    |    |    |    |    |    |    |    |         |           |
| EN Lille Métropole    | 9* | 8  | 8  | 6  | 6  | 6  | 6  | 6  | 7  | 5  |    |    |    |    |    |    |    |    |         |           |
| CN Marseille          | 4  | 4  | 2  | 3  | 2  | 3* | 3  | 4  | 2  | 1  |    |    |    |    |    |    |    |    |         |           |
| Montpellier WP        | 6  | 5  | 5  | 5  | 5  | 5  | 5  | 5* | 5  | 4  |    |    |    |    |    |    |    |    |         |           |
| Olympic Nice Natation | 3  | 1  | 4* | 2  | 4  | 4  | 4  | 3  | 4  | 99 |    |    |    |    |    |    |    |    |         |           |
| CN Noisy-le-Sec       | 7  | 6  | 7  | 8* | 7  | 7  | 7  | 7  | 6  | 6  |    |    |    |    |    |    |    |    |         |           |
| Sète Natation EDD     | 8  | 7  | 6  | 7  | 8  | 8  | 8  | 8  | 8* | 7  |    |    |    |    |    |    |    |    |         |           |
| Team Strasbourg       | 2  | 2  | 1  | 1  | 1  | 1  | 1* | 1  | 1  | 2  |    |    |    |    |    |    |    |    |         |           |

- * : équipe qui n'a pas joué lors de cette journée ;

- : équipe ou adversaire jouant en Coupe d'Europe (Ligue des Champions ou LEN Euro Cup).

## Phase finale
La phase finale se déroule en match aller retour.
En demi-finales, le vainqueur de la phase régulière affronte le quatrième tandis que le deuxième affronte le troisième. Le match aller se joue chez l’équipe la moins bien classée lors de la saison régulière, le match retour chez l’équipe la mieux classée.
Finale et match pour la 3e place se déroulent de la même manière : l'équipe issue de la première demi-finale (le 1er ou le 4e de la saison régulière) reçoit pour le match aller et se déplace au retour.

### Demi finale
Aller le 28 avril 2018, retour le 5 mai 2018
| Club                  | Club            | Aller | Retour | Score |
| --------------------- | --------------- | ----- | ------ | ----- |
| Olympic Nice Natation | Team Strasbourg | 7-8   | 8-14   | 15-22 |
| Pays d'Aix Natation   | CN Marseille    | 14-12 | 15-14  | 29-26 |

### Match pour la troisième place
Le match aller a lieu le 19 mai 2018 à Nice et le match retour le 26 mai 2018 à Marseille.
| Club                  | Club         | Aller | Retour | Score |
| --------------------- | ------------ | ----- | ------ | ----- |
| Olympic Nice Natation | CN Marseille | 6-14  | 12-14  | 18-28 |

### Finale
Le match aller a lieu le 19 mai 2018 à Aix en Provence et le match retour le 26 mai 2018 à Strasbourg.
| Club                | Club            | Aller | Retour | Score |
| ------------------- | --------------- | ----- | ------ | ----- |
| Pays d'Aix Natation | Team Strasbourg | 8-10  | 10-9   | 18-19 |

La Team Strasbourg est donc couronnée Championne de France de ater-polo de première division masculine (6e titre strasbourgeois, le dernier datant de 1963)

## Classements des buteurs
|    | Buteur              | Club                            | Buts |
| -- | ------------------- | ------------------------------- | ---- |
| 1  | Milos Vukicevic     | Pays d'Aix Natation             | 53   |
| 2  | Ruben De Lera       | Pays d'Aix Natation             | 45   |
| 3  | Ugo Crousillat      | Pays d'Aix Natation             | 44   |
| 4  | David Babic         | Team Strasbourg                 | 43   |
| 5  | Cedric Rocchietta   | Enfants de Neptune de Tourcoing | 38   |
| -  | Ante Vukicevic      | C.N. Marseille                  | 38   |
| 7  | Gerard Reixach Boix | Sète Natation EDD               | 35   |
| -  | Duje Zivkovic       | Montpellier WP                  | 35   |
| 9  | Sébastien Monneret  | Olympic Nice Natation           | 34   |
| 10 | Manuel Laversanne   | Olympic Nice Natation           | 32   |

Source : Classement officiel des buteurs